# Engelbert-August von Arenberg

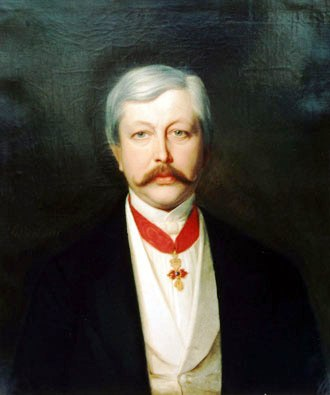
Engelbert August Anton Herzog von Arenberg

Engelbert August Anton Herzog von Arenberg (* 11. Mai 1824 im Palais Ducal in Brüssel; † 28. März 1875 auf Chateau de Heverlee bei Löwen) war ein deutscher Standesherr.

## Leben
Engelbert August Herzog von Arenberg war Angehöriger der europäischen Hochadelsfamilie von Arenberg und Sohn des Herzogs Prosper Ludwig von Arenberg. Er war Herzog von Arenberg, Herzog von Aarschot, Herzog von Meppen und Fürst von Recklinghausen. In Deutschland lagen seine Besitzungen in preußischem und hannoveraner Gebiet.
Verheiratet war er seit 1868 mit seiner Cousine Maria-Eleonora Prinzessin von Arenberg (* 19. Februar 1845; † 28. November 1919), mit der er drei Töchter und zwei Söhne hatte, darunter Engelbert-Maria von Arenberg (1872–1949).
Er war der letzte Chef des Hauses Arenberg, der noch Reste ehemaliger Hoheitsrechte im Herzogtum Arenberg-Meppen besaß. Arenberg war Standesherr seiner Besitzungen. Als solcher war er Mitglied der ersten Kammer der Ständeversammlung des Königreichs Hannover. Nach dem Anschluss an Preußen war er Mitglied des Provinziallandtags der Provinz Hannover. Seit 1861 gehörte er dem preußischen Herrenhaus an. Er trat unter anderem als Mäzen hervor.
Sein Neffe Philipp von Arenberg (1848–1906) wirkte als Domkapitular in Eichstätt.